# Lasioglossum semicaeruleum
Lasioglossum semicaeruleum är en biart som först beskrevs av Cockerell 1895. Den ingår i släktet smalbin och familjen vägbin. Inga underarter finns listade i Catalogue of Life. Arten förekommer i västra Nordamerika.

## Beskrivning
Huvudet och mellankroppen är ljusgröna med gyllengult skimmer till blågröna. Clypeus är svartbrun på den övre delen, medan den undre delen och partiet över clypeus och käkarna är metalliskt gulskimrande. Antennerna är mörkbruna, benen är bruna och vingarna är halvgenomskinliga med ljusgula ribbor och ljust gulbruna (hos honan även rödaktiga) vingfästen. På bakkroppen är ovansidan ljusgrön till blå, undersidan brun. Både tergiterna och sterniterna har bakkanterna halvgenomskinligt gulbruna. Behåringen är vit och tämligen gles, tätare hos hanen, speciellt på nederdelen av ansiktet. På tergiterna 3 och 4, samt delvis på tergit 2, finns svaga hårband längs bakkanterna. Kroppslängden är 5,6 till 6,2 mm hos honan, 4,2 till 4,6 mm hos hanen.

## Utbredning
En mycket vanlig art som finns i västra Nordamerika från sydöstra Alberta, södra Saskatchewan och sydvästra Manitoba i Kanada, samt i USA från Montana, North Dakota och västra Minnesota i norr till Arizona, New Mexico, Oklahoma och södra Texas i söder.

## Ekologi
Lasioglossum semicaeruleum är polylektisk, den flyger till åtminstone 23 olika familjer av blommor, bland andra korgblommiga växter, ärtväxter, korsblommiga växter och rosväxter. Habitatet utgörs bland annat av gräsmarker i ökenartade områden. Arten är ettårigt eusocial, den är samhällsbildande med arbetare som hjälper den samhällsgrundade honan/drottningen att ta hand om avkomman. Bona grävs ut i marken.